# Тоин
Тоин (яп. 東員町 То:ин-тё:) — посёлок в Японии, находящийся в уезде Инабе префектуры Миэ. Площадь посёлка составляет 22,66 км², население — 25 485 человек (1 июня 2014), плотность населения — 1124,67 чел./км².

## Географическое положение
Посёлок расположен на острове Хонсю в префектуре Миэ региона Кинки. С ним граничат города Кувана, Йоккаити, Инабе.

## Население
Население посёлка составляет 25 485 человек (1 июня 2014), а плотность — 1124,67 чел./км². Изменение численности населения с 1980 по 2005 годы:
| 1980 | 15 538 чел. |  |
| 1985 | 18 949 чел. |  |
| 1990 | 25 447 чел. |  |
| 1995 | 26 235 чел. |  |
| 2000 | 26 305 чел. |  |
| 2005 | 25 897 чел. |  |

## Символика
Деревом посёлка считается слива японская, цветком — пион молочноцветковый, птицей — полевой жаворонок.